# Переломник волохатий
Переломник волохатий (Androsace villosa) — вид квіткових рослин родини первоцвітових (Primulaceae).

## Біоморфологічна характеристика
Це багаторічна рослина. Листки 2–6 × до 1.5 мм, вузько-яйцеподібні чи лінійні, край цільний, від ± голих до ворсинчастих. Суцвіття 1–4-квіткове. Чашечка 2–4 мм, волосиста. Віночок 4–7 мм в діаметрі, трубка ± довжини чашечки, білий з жовтим вічком, з віком трояндово-рожевий. Коробочка 2–3 мм.

## Поширення
Росте в Марокко, Європі, Західній Азії.
В Україні вид росте на крейдяних відслоненнях, на яйлах та на вапняках — зрідка (Харківська обл. по річках Вовча та Оскол, притокам Дінця); у гірському Криму, звичайно.